# Yogi Berra
Lawrence Peter «Yogi» Berra (født 12. maj 1925 i St. Louis, Missouri, død 22. september 2015) var en amerikansk baseballspiller, -træner og -manager. Han spillede næsten hele sin karriere for New York Yankees, men fik også nogle kampe for New York Mets, hvor han også var træner.
Berra blev født i St. Louis af italienske forældre. Tilnavnet Yogi fik han af en legekammerat, som mente han lignede en hinduistisk vismand, mens han ventede på at spille. Efter krigstjeneste i marinen spillede han sine første kampe for Yankees i 1946. Han blev i klubben i 17 sæsoner. Med Berra i klubben vandt New York Yankees 14 American League-titler og vandt World Series 10 gange. I 1964 var han manager for Yankees. De vandt American League, men tabte World Series, og Berra blev herefter fyret.
I 1965 fik Berra kontrakt med New York Mets, som manglede en spiller, senere blev han træner. Han spillede kun syv kampe i 1965-sæsonen, men fortsatte som træner til 1972, hvor han blev manager. I 1976 var han tilbage hos Yankees som træner, og fra 1984 til 1985 var han igen manager der.  Fra 1986 til 1989 var Berra træner i Houston Astros.
Berra var kendt for sine «yogiismer», aforismelignende ordsprog, som ofte citeres i amerikansk populærkultur, som for eksempel «It's like déjà vu all over again» og «It ain't over 'til it's over».